# Plessis-Barbuise
Plessis-Barbuise est une commune rurale française, située dans le département de l'Aube en région Grand Est. Ses habitants sont les Plessières et les Plessiers.
La commune se trouve à 97 km de Paris.

## Géographie
| Villenauxe-la-Grande |                  | Montgenost Marne          |
|                      | Plessis-Barbuise |                           |
| Barbuise             |                  | La Villeneuve-au-Châtelot |

Plessis-Barbuise, d'une superficie de 5,5 km2, est entourée par les communes de Barbuise, Montgenost, Villenauxe-la-Grande, La Villeneuve-au-Châtelot et Bethon. Plessis-Barbuise se trouve à une altitude moyenne de 91 mètres. La rivière la Noxe passe sur la commune.

### Hydrographie

#### Réseau hydrographique
La commune est dans la région hydrographique « la Seine de sa source au confluent de l'Oise (exclu) » au sein du bassin Seine-Normandie. Elle est drainée par la Noxe et le Fossé 01 du Moulin de Crèvecoeur,.
La Noxe, d'une longueur de 33 km, prend sa source dans la commune de Le Meix-Saint-Epoing et se jette  dans la Seine à Nogent-sur-Seine, après avoir traversé huit communes.

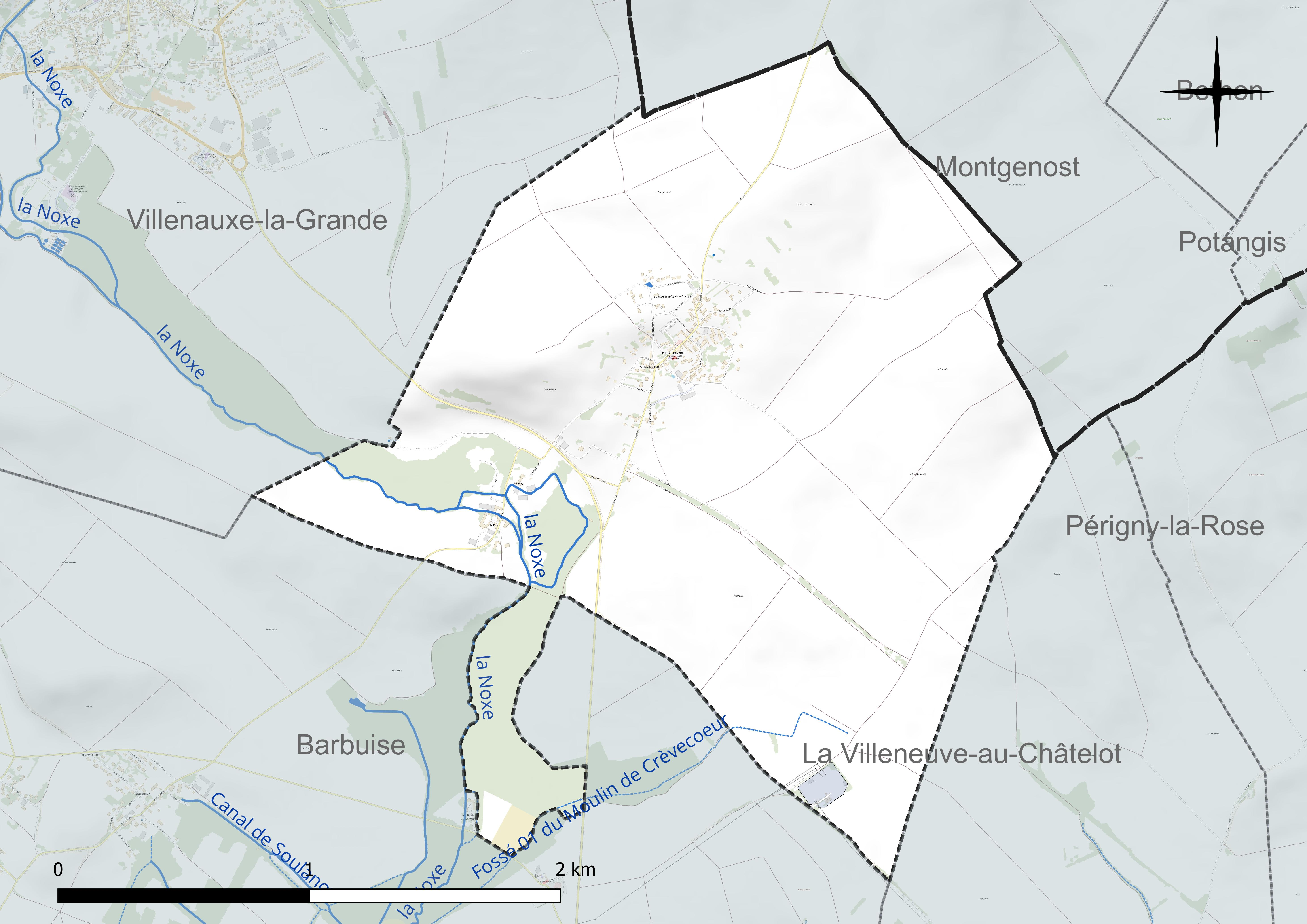
Réseau hydrographique de Plessis-Barbuise.

#### Gestion et qualité des eaux
Le territoire communal est couvert par le schéma d'aménagement et de gestion des eaux (SAGE) « Bassée Voulzie ». Ce document de planification concerne le territoire du bassin versant de l'Armançon qui s’étend sur 1 710 km2 et se répartit sur trois départements (l'Aube, l'Yonne et la Marne). Le périmètre a été arrêté le 2 septembre 2016, le diagnostic a été validé le 29 novembre 2022. La structure porteuse de l'élaboration et de la mise en œuvre est le Syndicat mixte ouvert de l’eau potable, de l’assainissement collectif, de l’assainissement non collectif, des milieux aquatiques et de la démoustication (SDDEA), dont le siège est à Troyes.
La qualité des cours d’eau peut être consultée sur un site dédié géré par les agences de l’eau et l’Agence française pour la biodiversité.

### Climat
Pour des articles plus généraux, voir Climat du Grand Est et Climat de l'Aube.
En 2010, le climat de la commune est de type climat océanique dégradé des plaines du Centre et du Nord, selon une étude du Centre national de la recherche scientifique s'appuyant sur une série de données couvrant la période 1971-2000. En 2020, Météo-France publie une typologie des climats de la France métropolitaine dans laquelle la commune est exposée à un climat océanique altéré et est dans la région climatique Nord-est du bassin Parisien, caractérisée par un ensoleillement médiocre, une pluviométrie moyenne régulièrement répartie au cours de l’année et un hiver froid (3 °C).
Pour la période 1971-2000, la température annuelle moyenne est de 10,8 °C, avec une amplitude thermique annuelle de 15,2 °C. Le cumul annuel moyen de précipitations est de 741 mm, avec 11,6 jours de précipitations en janvier et 7,6 jours en juillet. Pour la période 1991-2020, la température moyenne annuelle observée sur la station météorologique de Météo-France la plus proche, « Romilly », sur la commune de Romilly-sur-Seine à 12 km à vol d'oiseau, est de 11,2 °C et le cumul annuel moyen de précipitations est de 619,5 mm. 
La température maximale relevée sur cette station est de 42,3 °C, atteinte le 25 juillet 2019 ; la température minimale est de −25,2 °C, atteinte le 6 janvier 1971,,.
Les paramètres climatiques de la commune ont été estimés pour le milieu du siècle (2041-2070) selon différents scénarios d'émission de gaz à effet de serre à partir des nouvelles projections climatiques de référence DRIAS-2020. Ils sont consultables sur un site dédié publié par Météo-France en novembre 2022.

## Urbanisme

### Typologie
Au 1er janvier 2024, Plessis-Barbuise est catégorisée commune rurale à habitat très dispersé, selon la nouvelle grille communale de densité à 7 niveaux définie par l'Insee en 2022.
Elle est située hors unité urbaine et hors attraction des villes,.

### Occupation des sols
L'occupation des sols de la commune, telle qu'elle ressort de la base de données européenne d’occupation biophysique des sols Corine Land Cover (CLC), est marquée par l'importance des territoires agricoles (88,6 % en 2018), une proportion identique à celle de 1990 (88,6 %). La répartition détaillée en 2018 est la suivante : 
terres arables (83,3 %), forêts (8,5 %), zones agricoles hétérogènes (5,3 %), milieux à végétation arbustive et/ou herbacée (2,9 %). L'évolution de l’occupation des sols de la commune et de ses infrastructures peut être observée sur les différentes représentations cartographiques du territoire : la carte de Cassini (XVIIIe siècle), la carte d'état-major (1820-1866) et les cartes ou photos aériennes de l'IGN pour la période actuelle (1950 à aujourd'hui).

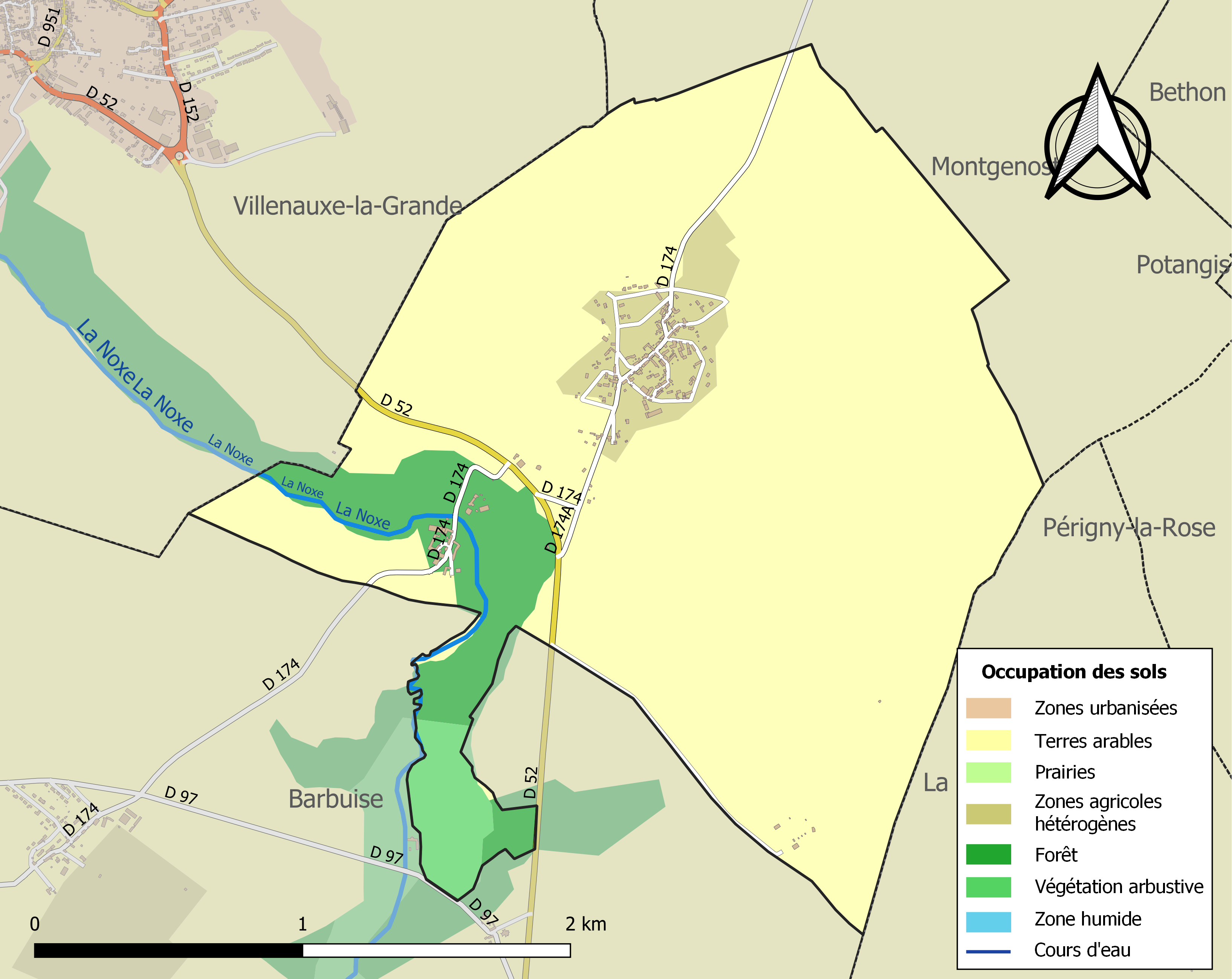
Carte des infrastructures et de l'occupation des sols de la commune en 2018 (CLC).

## Activités
Les activités des habitants de la commune sont la culture et la production animale.

## Histoire
On trouve ce village cité sous le nom de Plesseium en 1157 dans une charte de l'abbaye du Paraclet.
En 1793, la commune s'appelait Le Plessy Barbuise. En 1801, son nom est devenu Le Plessis-Barbuise.

## Politique et administration
| Période                                  | Période  | Identité                                      | Étiquette | Qualité              |
| ---------------------------------------- | -------- | --------------------------------------------- | --------- | -------------------- |
| ?                                        | ?        | Gilbert Defaix                                | UDF-FD    |                      |
| mars 2008                                | En cours | Gilbert Pernin Réélu pour le mandat 2020-2026 | LR        | Agriculteur retraité |
| Les données manquantes sont à compléter. |          |                                               |           |                      |

Le député de la troisième circonscription à laquelle appartient Plessis-Barbuise est François Baroin, LR.

## Démographie
L'évolution du nombre d'habitants est connue à travers les recensements de la population effectués dans la commune depuis 1793. Pour les communes de moins de 10 000 habitants, une enquête de recensement portant sur toute la population est réalisée tous les cinq ans, les populations de référence des années intermédiaires étant quant à elles estimées par interpolation ou extrapolation. Pour la commune, le premier recensement exhaustif entrant dans le cadre du nouveau dispositif a été réalisé en 2005.

En 2022, la commune comptait 183 habitants, en évolution de −6,63 % par rapport à 2016 (Aube : +0,7 %, France hors Mayotte : +2,11 %).
| 1793 | 1800 | 1806 | 1821 | 1831 | 1836 | 1841 | 1846 | 1851 |
| ---- | ---- | ---- | ---- | ---- | ---- | ---- | ---- | ---- |
| 217  | 238  | 247  | 240  | 231  | 259  | 257  | 254  | 273  |

| 1856 | 1861 | 1866 | 1872 | 1876 | 1881 | 1886 | 1891 | 1896 |
| ---- | ---- | ---- | ---- | ---- | ---- | ---- | ---- | ---- |
| 267  | 263  | 238  | 231  | 231  | 208  | 197  | 220  | 209  |

| 1901 | 1906 | 1911 | 1921 | 1926 | 1931 | 1936 | 1946 | 1954 |
| ---- | ---- | ---- | ---- | ---- | ---- | ---- | ---- | ---- |
| 212  | 185  | 184  | 163  | 152  | 165  | 139  | 155  | 156  |

| 1962 | 1968 | 1975 | 1982 | 1990 | 1999 | 2005 | 2006 | 2010 |
| ---- | ---- | ---- | ---- | ---- | ---- | ---- | ---- | ---- |
| 125  | 116  | 101  | 100  | 94   | 125  | 137  | 143  | 155  |

| 2015 | 2020 | 2022 | - | - | - | - | - | - |
| ---- | ---- | ---- | - | - | - | - | - | - |
| 189  | 180  | 183  | - | - | - | - | - | - |

## Lieux et monuments
- L'église paroissiale Saint-Barthélémy a été reconstruite en 1860 sur les vestiges de l'ancienne église qui datait du XIIe siècle[24]. Elle a été succursale de Barbuise et a appartenu au fief de Chantemerle entre le milieu du XVIe siècle et le début du XVIIIe siècle. Le plan de cette église est en forme de croix latine[25]. La Saint-Vincent est célébrée chaque année pour rendre hommage aux vignerons. À cette occasion, les enfants portent les habits traditionnels des enfants des vignerons[26].

## Appellation d'origine contrôlée
La commune compte sur son territoire l’appellation d'origine contrôlée du brie de Meaux.